# Патиньо, Хуан Габриэль
Хуан Габриэль Патиньо Мартинес (исп. Juan Gabriel Patiño Martinez; родился 20 мая 1989 года в Пирайю, департамент Парагуари) — парагвайский футболист, защитник клуба «Бельграно» из Кордовы и сборной Парагвая.

## Клубная карьера
Патиньо — воспитанник столичного клуба «Гуарани». 11 апреля 2010 года в матче против «Соль де Америка» он дебютировал в парагвайской Примере. В том же году Хуан стал чемпионом Парагвая. 24 марта 2011 года в поединке против «Рубио Нью» он забил свой первый гол за «Гуарани».
Летом 2016 года Патиньо перешёл в мексиканский «Чьяпас». 17 июля в матче против столичной «Америки» он дебютировал в мексиканской Примере.

## Международная карьера
5 сентября 2015 года в товарищеском матче против сборной Чили Патиньо дебютировал за сборную Парагвая.

## Титулы и достижения
- Чемпион Парагвая (3): Апертура 2010, Апертура 2018, Клаусура 2018
- Финалист Кубка Парагвая (1): 2018